# Sarah Britten
Sarah Jane Britten (sinh ngày 31 tháng 8 năm 1974) là một nhà văn, blogger, nghệ sĩ và chuyên gia chiến lược truyền thông người Nam Phi.

## Tuổi thơ và sự nghiệp
Britten theo học trường tiểu học Bryanston và trường trung học Redhill ở Johannesburg và học ngành Kịch tại Đại học Wits, nơi cô hoàn thành bằng Cử nhân về Nghệ thuật Sân khấu vào năm 1996, bằng Thạc sĩ về Nghiên cứu Truyền thông năm 1997 và bằng Tiến sĩ về Nghiên cứu Anh ngữ Ứng dụng vào năm 2005. Tại trường đại học, cô khám phá những sở thích của mình trong bản sắc dân tộc và hài hước với một báo cáo nghiên cứu về hài hước Nam Phi, tập trung vào chuỗi truyện tranh Madam & Eve, và luận án tiến sĩ của cô có nội dung One Nation, One Beer: Thần thoại của Nam Phi mới trong quảng cáo.
Cô làm việc trong ngành báo chí và quảng cáo trước khi trở thành nhà chiến lược truyền thông tự do.

## Viết văn
Britten đã tác giả hai cuốn tiểu thuyết thanh thiếu niên và ba cuốn sách phi hư cấu về những xúc phạm lẫn nhau tại địa phương. Đây là lý do tại sao tôi bắt đầu thu thập những lời lăng mạ tại Nam Phi vào năm 2004: Tôi muốn hiểu điều gì khiến chúng tôi là ai, và lăng mạ là một lăng kính mà qua đó để xem bản thể quốc gia".
Cô thường xuyên đóng góp cho Tư tưởng Lãnh đạo, một trang web tin tức và ý kiến được tờ báo Mail & Guardian điều hành.